# Hans-Heinrich
Hans-Heinrich ist ein männlicher Vorname.

## Herkunft und Bedeutung
Der Name Hans-Heinrich ist ein durch die Zusammensetzung der Namen Hans und Heinrich entstandener Doppelname.

## Verbreitung
Die Verbreitungs des Vornamens ist sehr gering. Der Name wurde vor allem in der zweiten Hälfte des 19. und der ersten Hälfte des 20. Jahrhunderts vergeben.

## Varianten
Der Name kommt auch verschmolzener Schreibweise als Hansheinrich vor. Niederdeutsche Varianten mit Hinrich oder Henrik sind Hans-Hinrich, Hanshinrich oder Hans-Henrik.

## Namensträger
- Hans-Heinrich Ambrosius (1904–1978), deutscher Offizier
- Hans-Heinrich Baetge (1896–1990), deutscher Bodenkundler
- Hans-Heinrich Barnick (* 1943), deutscher Fußballschiedsrichter
- Hans-Heinrich Bass (* 1954), deutscher Wirtschaftswissenschaftler und Wirtschaftshistoriker
- Hans Heinrich Bernstein (Jurist) (1898–1980), deutscher Jurist (Exil in den USA)
- Hans-Heinrich Bernstein (Astronom) (1953–2013), deutscher Astronom
- Hans-Heinrich von Bistram (1754–nach 1799), deutsch-baltischer Adeliger und Offizier
- Hans-Heinrich Bockwitz (1884–1954), deutscher Buchwissenschaftler und Papierhistoriker
- Hans-Heinrich Dieckhoff (1884–1952), deutscher Botschafter
- Hans-Heinrich Dieter (* 1947), deutscher Offizier
- Hansheinrich Dransmann (1894–1964), deutscher Kapellmeister und Komponist
- Hans-Heinrich Ebeling (1954–2016), deutscher Historiker und Archivar
- Hans-Heinrich Egeberg (1877–unbekannt), dänischer Ringer
- Hans-Heinrich Ehlen (* 1949), deutscher Politiker (CDU)
- Hans-Heinrich Ehrler (1872–1951), deutscher Schriftsteller, Lyriker und Redakteur
- Hans-Heinrich Eilers (1931–2019), deutscher Politiker (SPD)
- Hans-Heinrich von Fersen (1909–1996), deutscher Journalist und Sachbuchautor
- Hans-Heinrich Fußer (* 1942), deutscher Maler und Grafiker
- Hans-Heinrich Garten (1901–1944), deutscher Jurist und Landrat
- Hans-Heinrich Georg Queckenstedt (1876–1918), deutscher Neurologe
- Hans-Heinrich Grosse-Brockhoff (* 1949), deutscher Politiker (CDU)
- Hans-Heinrich Grotjahn (1887–1962), deutscher Architekt
- Hans-Heinrich Hardt (* 1955), deutscher Schauspieler
- Hans-Heinrich Harms (Geistlicher) (1914–2006), deutscher Geistlicher, Bischof in Oldenburg
- Hans-Heinrich Harms (Ingenieur) (* 1947), deutscher Maschinenbauingenieur und Hochschullehrer
- Hans-Heinrich Hatlapa (1920–2009), deutscher Unternehmer und Naturschützer
- Hans-Heinrich Held (1957–2015), deutscher Reiter
- Hans-Heinrich Herwarth von Bittenfeld (1904–1999), deutscher Beamter und Diplomat
- Hans-Heinrich Hillegeist (* 1935), deutscher Heimatforscher und Autor
- Hans-Heinrich Isenbart (1923–2011), deutscher Moderator, Journalist und Pferdefachmann
- Hans-Heinrich Jarchow (1955–2020), deutscher Politiker (SPD)
- Hans-Heinrich Jescheck (1915–2009), deutscher Rechtswissenschaftler
- Hans-Heinrich Jordan (1948–2019), deutscher Politiker (CDU)
- Hans-Heinrich Kempcke (1926–2002), deutscher Bildhauer
- Hans-Heinrich Klein (1918–1992), deutscher Offizier
- Hans-Heinrich Klemm (1930–2008), deutscher Politiker der CDU und Abgeordneter der Hamburgischen Bürgerschaft
- Hansheinrich Kummerow (1903–1944), deutscher Widerstandskämpfer gegen den Nationalsozialismus
- Hans-Heinrich Limbach (* 1943), deutscher Chemiker
- Hansheinrich Meier-Peter (1939), deutscher Schiffsbetriebstechniker und Hochschullehrer
- Hans-Heinrich Möbius (1929–2011), deutscher Chemiker
- Hans-Heinrich Müller (1926–2023), deutscher Wirtschafts- und Agrarhistoriker
- Hans-Heinrich Nolte (* 1938), deutscher Historiker
- Hans-Heinrich Obuch (1949–2016), deutscher Journalist
- Hans-Heinrich Ostmann (1913–1959), deutscher Mathematiker
- Hans-Heinrich Otte (1926–2020), deutscher Volkswirt und Wirtschaftsprüfer
- Hans-Heinrich Ottens (1924–2001), deutscher Politiker (CDU)
- Hans-Heinrich Pahl (* 1960), deutscher Fußballspieler
- Hansheinrich Palitzsch (1912–2005), deutscher Maler, Bühnenbildner und Gebrauchsgraphiker
- Hans-Heinrich Piepgras (* 1961), deutscher Politiker (Piratenpartei Deutschland)
- Hans-Heinrich Plickat (1923–1980), deutscher Erziehungswissenschaftler
- Hans-Heinrich Preußinger (* 1951), vom 1.1990 bis zum 1.2009 Präsident des Landeskriminalamts Rheinland-Pfalz Mainz
- Hans-Heinrich Radbruch (* 1955), deutscher Fußballspieler
- Hans-Heinrich Raspe (* 1945), deutscher Internist und Sozialmediziner
- Hans-Heinrich Reckeweg (1905–1985), Begründer der Homotoxikologie, einer Modifizierung und Weiterentwicklung der Homöopathie
- Hans-Heinrich Reuter (1923–1978), deutscher Germanist und Literaturwissenschaftler
- Hans-Heinrich Rupp (1926–2020), deutscher Rechtswissenschaftler
- Hans-Heinrich Sander (1945–2017), deutscher Politiker (FDP)
- Hans-Heinrich Sandes von Hoffmann (1885–1941), deutscher Politiker
- Hans-Heinrich Sante (1908–1971), deutscher Diplomat
- Hans-Heinrich Scheffer (1903–1981), deutscher Politiker (DRP)
- Hans Heinrich Schlubach (1889–1975), deutscher Chemiker
- Hans-Heinrich Schmid (1954–2018), deutscher Sachbuchautor und Experte für die Geschichte der Uhrenindustrie
- Hansheinrich Schmidt (1922–1994), deutscher Lehrer und Politiker (FDP)
- Hans-Heinrich Sievert (1909–1963), deutscher Leichtathlet
- Hans-Heinrich Simon (1931–2010), deutscher Parteifunktionär der DDR-Blockpartei NDPD. Er Mitglied des Staatsrates der DDR.
- Hans-Heinrich Sixt von Armin (1890–1952), deutscher Offizier
- Hans-Heinrich Spanier (* 1961), deutscher Benediktiner
- Hans-Heinrich Stölzel (1920–1981), deutscher Drogist, Philatelist und Heimatforscher
- Hans-Heinrich Strobele (1915–1993), österreichischer Schauspieler
- Hans-Heinrich Thyssen-Bornemisza (1921–2002), Schweizer Unternehmer, Industrieller und Kunstsammler aus der Unternehmerfamilie Thyssen
- Hansheinrich Trunz (1908–1994), deutscher Agrarjournalist und Kulturhistoriker
- Hans-Heinrich Trute (1952), deutscher Jurist
- Hans-Heinrich Vangerow (1924–2019), deutscher Forstmann und Historiker
- Hans-Heinrich Vogt (* 1927), deutscher Autor
- Hans-Heinrich Voigt (1921–2017), deutscher Astronom
- Hans-Heinrich Winkler (* 1954), deutscher Rennrodler
- Hans-Heinrich Witte (* 1957), deutscher Wasserbauingenieur
- Hansheinrich von Wolf (1873–1916), deutscher Offizier
- Hans-Heinrich Wolf (Theologe) (1911–1987), deutscher Theologe
- Hans-Heinrich Wolf (Fußballspieler) (* 1948), deutscher Fußballspieler
- Hans-Heinrich Worgitzky (1907–1969), deutscher Offizier und Nachrichtendienstler
- Hans-Heinrich Wrede (1946), deutscher Diplomat
- Hans-Heinrich Wurmbach (1891–1965), deutscher Offizier
- Hans-Heinrich Wängler (1921–2001), deutscher Phonetiker

## Sonstige Namensverwendung
- Hans-Heinrich-Hütte, Hüttenwerk Langelsheim